# Carolyn Lawrence
Carolyn Lawrence (Baltimora, 13 febbraio 1967) è un'attrice e doppiatrice statunitense.
Carolyn Lawrence è conosciuta maggiormente per aver prestato la voce a Sandy Cheeks, della serie Spongebob e Ashley Graham in Resident Evil 4